# Îlots Bainbridge
Les îlots Bainbridge, en espagnol : Rocas Bainbridge, sont un groupe de huit petites îles et formations rocheuses d'Équateur situées dans l'archipel des Galápagos. Leur visite n'est pas autorisée.

## Toponymie
Le nom Bainbridge, en l'honneur du commodore William Bainbridge de la marine des États-Unis, se rencontre pour la première fois en 1822 sur une carte des Galápagos dans le journal du capitaine de marine américain David Porter.

## Géographie
Ces îlots, numérotés de 1 à 8 (Bainbridge 1, Bainbridge 2, etc.) selon leur position géographique du nord au sud, font partie de l'ensemble volcanique de l'île Santiago. Ils forment un petit chapelet d'îlots, le long de la côte sud-est de cette île dont ils sont très proches, situés entre 600 m et 1,5 km de celle-ci.
La superficie globale de l'ensemble est d'environ 45 ha.

## Le Lagon bleu
Bainbridge 3, le plus grand de tous ces îlots, avec ses 18 ha, est en fait un petit cratère de volcan émergé. Sa particularité est que le cratère s'est rempli d'eau de mer par infiltration, présentant l'aspect d'un lagon d'eau salée de couleur turquoise qui attire de grands rassemblements de flamants.